# آکونیتین
آکونیتین (به انگلیسی: Aconitine) یک ترکیب شیمیایی با شناسه پاب‌کم ۲۴۵۰۰۵ است. که جرم مولی آن ۶۴۵٫۷۳۷۰۸ g/mol می‌باشد. 